# Corbera de Ebro
Corbera de Ebro (oficialmente en catalán Corbera d'Ebre) es un municipio español perteneciente a la provincia de Tarragona (Cataluña), situado en la parte noreste de la comarca de la Tierra Alta, en el límite con la de Ribera de Ebro. La parte vieja de la población (Poble Vell) quedó destruida durante la Guerra Civil con ocasión de la batalla del Ebro y ha sido rehabilitada en fecha reciente.
El pueblo viejo fue destruido tanto por bombardeos, aviación italiana, como por la Legión Cóndor. Esto comportó la reconstrucción de este en la parte baja del cerro en donde podemos encontrar el centro de interpretación 115 días, informando sobre la batalla del Ebro.

## Geografía
Integrado en la comarca de Tierra Alta, se sitúa a 76 kilómetros de la capital provincial. El término municipal está atravesado por la carretera nacional N-420, entre los pK 805 y 810. El relieve del municipio es bastante abrupto, encontrándose las máximas altitudes del territorio en los contrafuertes septentrionales de las sierras de Cavalls y de la Vall de la Torre (562 metros), situadas al sur del municipio, y en la zona meridional de las montañas de la Fatarella (554 metros), en el sector norte. La zona más llana, donde desaguan numerosos barrancos, corresponde al valle del riu Sec, donde se sitúa la localidad. La altitud oscila por tanto entre los 562 metros al sur, en la sierra de la Vall de la Torre, y los 210 metros al noreste, a orillas del riu Sec. El pueblo se alza a 297 metros sobre el nivel del mar.
| Noroeste: Villalba de los Arcos | Norte: Fatarella | Noreste: Ascó y Fatarella (exclave) |
| Oeste: Gandesa                  |                  | Este: Mora de Ebro y Benisanet      |
| Suroeste: Gandesa               | Sur: Gandesa     | Sureste: Benisanet y Gandesa        |

## Geografía humana

### Demografía

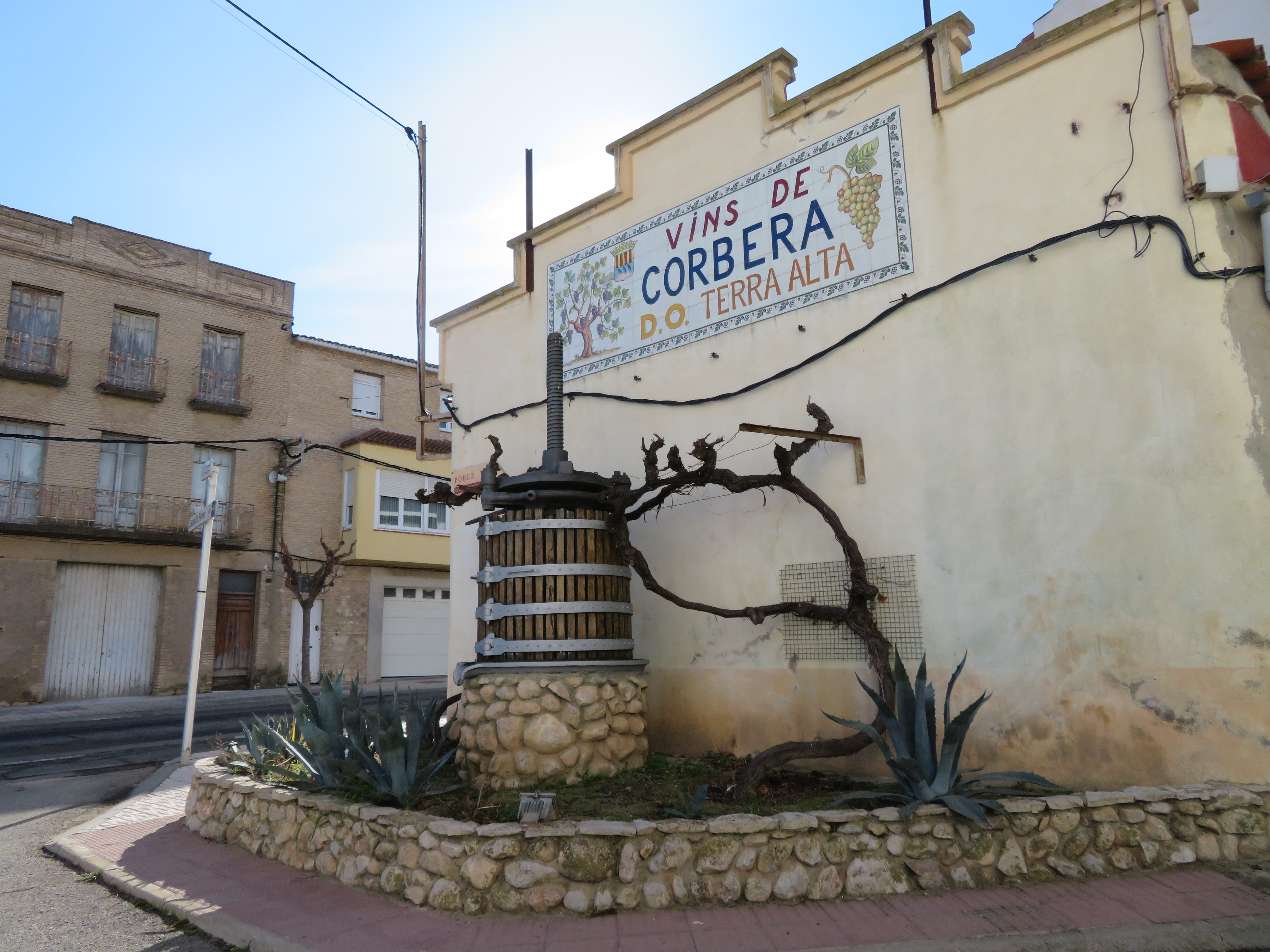
Viticultura, Corbera de Ebro, Terra Alta (DO)

Cuenta con una población de 1019 habitantes (INE 2024).
| Gráfica de evolución demográfica de Corbera d'Ebre entre 1842 y 2021 |
| |
| Población de derecho según los censos de población del INE Población de hecho según los censos de población del INEEn estos censos se denominaba Corberá: 1842, 1857, 1860, 1877, 1887, 1897, 1900, 1910, 1920, 1930, 1940, 1950 y 1960 En estos censos se denominaba Corbera de Ebro: 1970 y 1981 |

| 1900 | 1930 | 1950 | 1970 | 1981 | 1986   |
| ---- | ---- | ---- | ---- | ---- | ------ |
| 2256 | 1954 | 1532 | 1268 | 1223 | 1141\| |

## Monumentos y lugares de interés

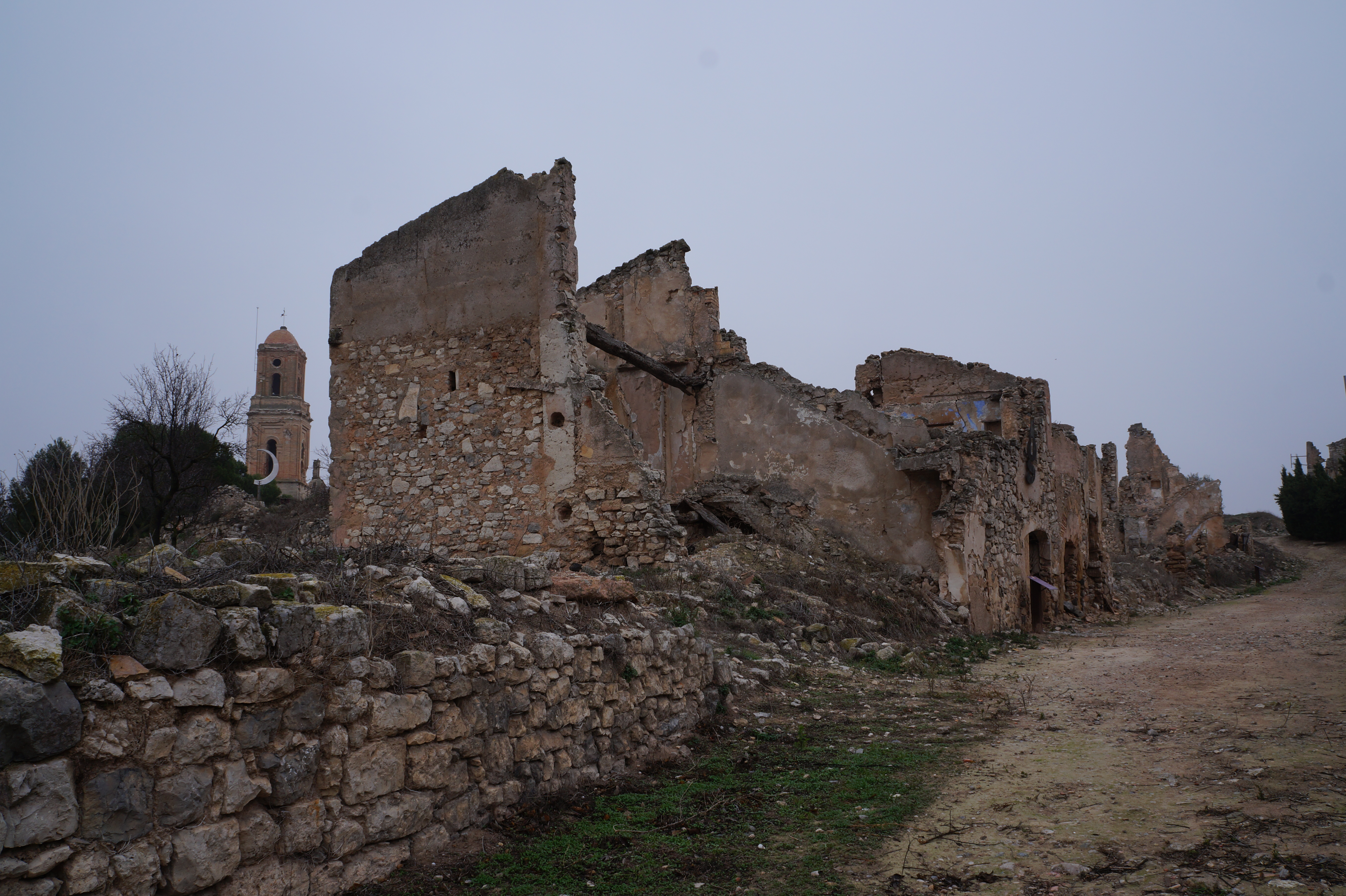
Vista de una calle del pueblo viejo de Corbera de Ebro.

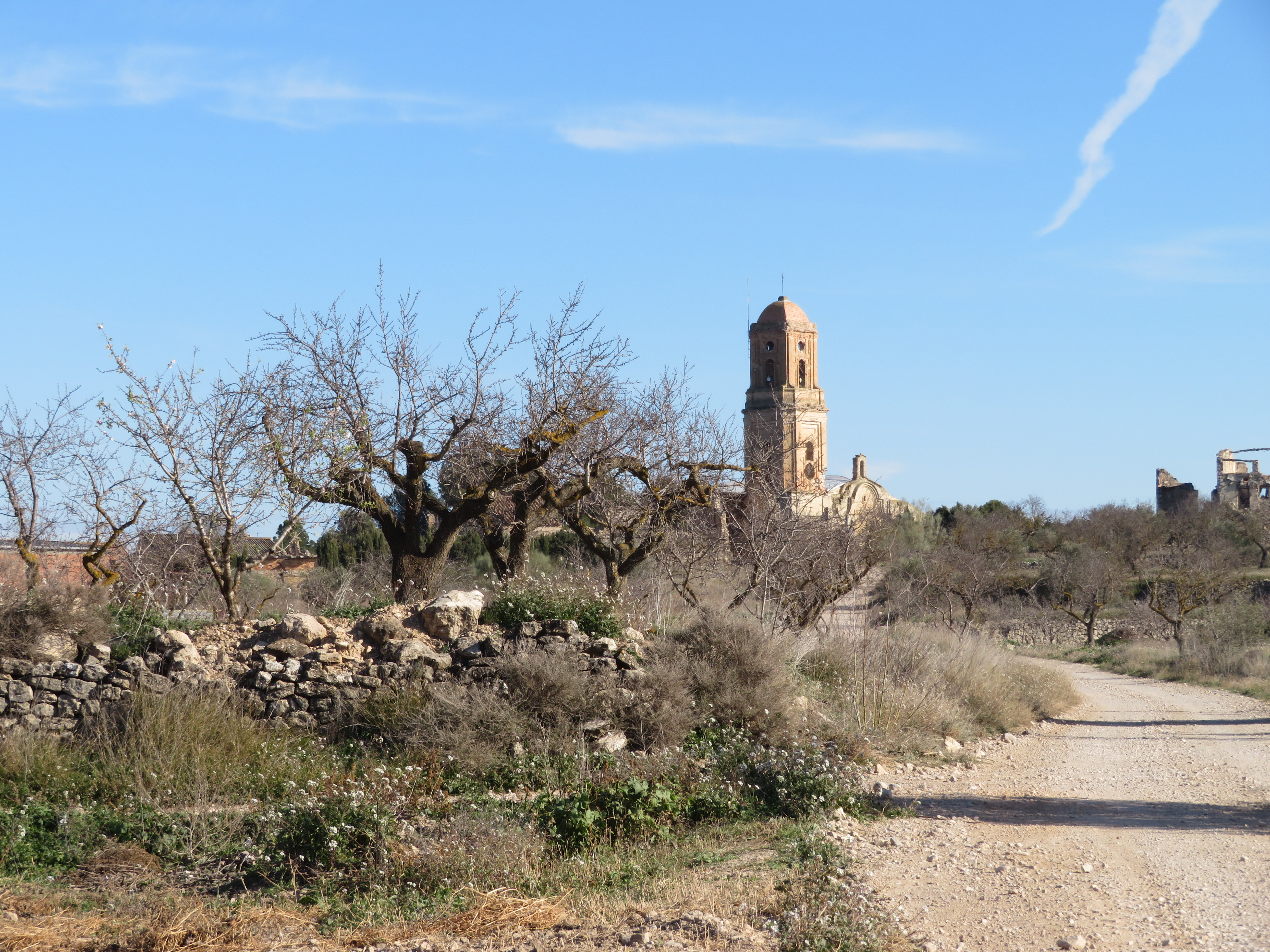
Campanario de Corbera de Ebro

- Campanario de Corbera de Ebro  El Poble Vell, declarado Bien de Interés Cultural, con la iglesia de San Pedro.

## Vecinos ilustres
- Dr. Jaime Ferrán y Clúa (1851-1929)